# Xenagama taylori
El agama de cuello escudo o agama de cola de pez es una especie de lagarto en la familia Agamidae. La especie es un endemismo del Cuerno de África.

## Etimología
El nombre específico (zoología), taylori, es en honor del oficial británico del ejército Capitán R. H. R. Taylor.

## Gama geográfica
X. taylori  se encuentra en Somalia y Etiopía.

## Hábitat
X. taylori vive en tierras áridas y llanas, a veces en paisajes montañosos, arenosos pero también duros, donde cava galerías profundas. Sobrevive a una temperatura máxima de entre 45 y 50 °C, pero el promedio oscila entre 25 y 35 °C en ambientes muy secos, con la excepción de fuertes tormentas de primavera y alta humedad.

## Descripción
Los adultos tienen menos de 10 cm de longitud total (incluyendo la cola), y las crías miden un poco más de un centímetro (3/8 de pulgada) y pesan sólo 3 gramos (0.11 onza).

## Comportamiento defensivo
Como su tamaño lo hace vulnerable incluso a pequeños depredadores, el  Xenagama taylori  usa su cola espinosa para bloquear sus madrigueras por la noche.

## Dieta
X. taylori  es esencialmente insectívoro, pero puede comer hierbas, frutas, y bayas.

## Dimorfismo sexual
X. taylori  es sexualmente dimórfico. Los machos son más delgados y pequeños, y sus barbillas se vuelven azules cuando se excitan. Los machos tienen poros anales más grandes, encerrados por una sustancia amarilla cerosa.
<! - uncited, no enciclopédico (how-to)

## En cautiverio
Xenagama taylori  debe mantenerse en pequeños grupos de un macho con varias hembras. Cada individuo necesita ser capaz de obtener bajo una lámpara de calefacción / toma de sol, ya que incluso las mujeres son muy territoriales. Ellos necesitan sustrato grueso y duro para que puedan cavar. Un terrario debe contener rocas para trepar, pero éstas deben colocarse firmemente sobre el sustrato, ya que "X. taylori" cavará debajo de las rocas. Un pequeño tazón de agua es necesario, pero prefieren gotitas de agua potable de la nebulización regular (cada segundo día). Para un grupo de cuatro (un macho y tres hembras), el terrario debe tener al menos 150 cm de largo y 60 cm de alto y profundidad.

## Lectura adicional
Hampton Wildman Parker Parker HW (1935). "Dos nuevos lagartos de Somaliland". Ana. revista Nat. Hist., Décimo Serie   '16' : 525-529. (  Agama (Xenagama) taylori  ', nueva especie, página 525).
- Tim Flannery, Flannery, Tim. Schouten, Peter (2004).  Animales sorprendentes: criaturas extraordinarias y los mundos fantásticos que habitan . Nueva York: Atlantic Monthly Press. (Xenagama taylori, página 130).

- Datos: Q3018753
- Multimedia: Xenagama taylori / Q3018753
- Especies: Xenagama taylori